# Zeničko-dobojska županija
Zeničko-dobojska županija je četvrta od ukupno deset županija u Federaciji Bosne i Hercegovine. Nalazi se u središnjem dijelu Bosne i Hercegovine, a županijsko središte je grad Zenica.

## Stanovništvo
Etnički sastav grada Zenice prema popisu stanovništva iz 1991. g gdje je bio sljedeći: Bošnjaci su tada činili 55%, Srbi 15%, Hrvati također 15% i tadašnji Jugoslaveni 10%.

## Vanjske poveznice
- Službena stranica Zeničko-dobojske županije
- Zeničko-dobojski kanton  Arhivirana inačica izvorne stranice od 19. listopada 2007. (Wayback Machine)